# 八束はじめ
八束 はじめ（やつか はじめ、1948年 - ）は、日本の建築家、建築史家、建築評論家、芝浦工業大学名誉教授。

## 略歴
- 山形県生まれ
- 1979年 東京大学大学院工学研究科都市工学専攻博士課程中退、磯崎新アトリエ勤務（担当作品ロスアンゼルス現代美術館、つくばセンタービル等）
- 1985年 磯崎新アトリエ退所、株式会社UPM(Urban Project Machine)設立
- 1988年 くまもとアートポリスのディクレクターに就任
- 2003年 芝浦工業大学教授
- 2014年 芝浦工業大学教授退職[1]

## 来歴・人物
ロシア・アヴァンギャルドを中心とする建築史研究や、卓抜な建築論でも知られる。
妹島和世や日埜直彦など多くの建築家を輩出している茨城県立水戸第一高等学校出身。
東京大学工学部都市工学科卒業。丹下健三が東京大学で教鞭を執っていた際の最後の教え子。
同大学大学院（大谷幸夫研究室）修了。
2008年3月には、1994年から美術批評家の多木浩二らと編集委員として始めた雑誌10+1が最終号を迎えることとなり、自らNo50『Tokyo Metabolism 2010』(Inax出版)を編纂。

## 建築作品

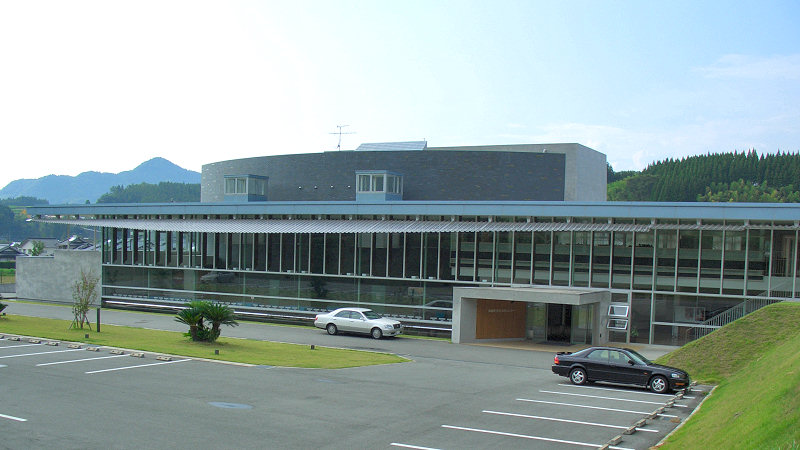
美里町文化交流センター「ひびき」

- 1983 『(1/2×2)×6』出展(AXIS)
- 1984 岡部邸、『デザインニューウェーブ84』出展(銀座松屋)、SYNAPS計画
- 1985 外川美容院、ARCHITECTURE MODEL REPERENCE展(岡崎珠子画廊)
- 1991 そごうWING苦楽園[2] - そごう神戸店（現神戸阪急）の外商拠点[3]
- 1997 白石マルチメディアセンター「アテネ」
- 1998 文教大学越谷キャンパス「体育館・3、8号館」
- 1999 新潟県長岡市国営越後丘陵公園内 「天・地・人のフォリー」
- 2002 美里町文化交流センター「ひびき」

## 著作
- 1982年 『逃走するバベル 建築・革命・消費』朝日出版社
- 1983年 『ル・コルビュジエ』岩波書店「20世紀思想家文庫」、改訂版・講談社学術文庫、2022年
- 1985年 『批評としての建築 現代建築の読みかた』彰国社
- 1986年 『近代建築のアポリア 転向建築論序説』PARCO出版局
- 1986年 『空間思考』弘文堂
- 1988年 『希望の空間 ロシア・アヴァンギャルドの都市と住宅』住まいの図書館出版局
- 1991年 『テクノロジカルなシーン 20世紀建築とテクノロジー』INAX出版
- 1992年 『八束はじめ』六耀社 - 設計作品の紹介
- 1993年 『ロシア・アヴァンギャルド建築』INAX出版。増訂版・2015年 LIXIL出版
- 2001年 『ミースという神話 ユニヴァーサル・スペースの起源』彰国社
- 2005年 『思想としての日本近代建築』岩波書店
- 2011年 『メタボリズム・ネクサス』オーム社
- 2014年 『ル・コルビュジエ 生政治としてのユルバニスム』青土社
- 2021年 『建築的思想の遍歴　八束はじめインタビュー』鹿島出版会・編著
- 2023年 『汎計画学: ソヴィエト・ロシア篇』東京大学出版会

## 共編著
- 1991年 （小山明共著）『未完の帝国 ナチス・ドイツの建築と都市』福武書店
- 1997年 （吉松秀樹共著）『メタボリズム 1960年代 日本の建築アヴァンギャルド』INAX出版
- 2011年 『ハイパー・デン・シティ　東京メタボリズム2』INAX出版

## 翻訳
- 1979年 （編訳）『建築の文脈都市の文脈 現代をうごかす新たな潮流』彰国社
- 1985年 マンフレッド・タフーリ『建築のテオリア あるいは史的空間の回復』朝日出版社
- 1992年　マンフレッド・タフーリ『球と迷宮 ピラネージからアヴァンギャルドへ』（石田寿一、鵜沢隆共訳）PARCO出版

## UPM出身の建築家
- 木村政信 - 建築家、木村政信建築計画室主宰
- 上田知正 - 建築家、オクトーバー主宰、東京造形大学教授